# Ulica Stanisława Wyspiańskiego w Tarnowskich Górach
Ulica Stanisława Wyspiańskiego w Tarnowskich Górach – jedna z głównych ulic miasta Tarnowskie Góry. Przebiega przez dzielnicę Śródmieście-Centrum i stanowi drogę powiatową klasy Z nr 3303S powiatu tarnogórskiego.

## Przebieg
Ulica rozpoczyna się na rozbudowanym w 2012 roku skrzyżowaniu z sygnalizacją świetlną z ulicą Opolską w pobliżu budynków urzędu skarbowego oraz Centralnego Biura Konstrukcji Kotłów. Następnie biegnie w kierunku południowym, krzyżując się z ulicami Józefa Cebuli, Józefa Rymera, Macieja, Jakuba Gruzełki oraz Beskidzką, mija gmach szkoły, po czym kończy swój bieg w postaci skrzyżowania typu „T” z ulicą Kardynała Stefana Wyszyńskiego przed parkiem miejskim.

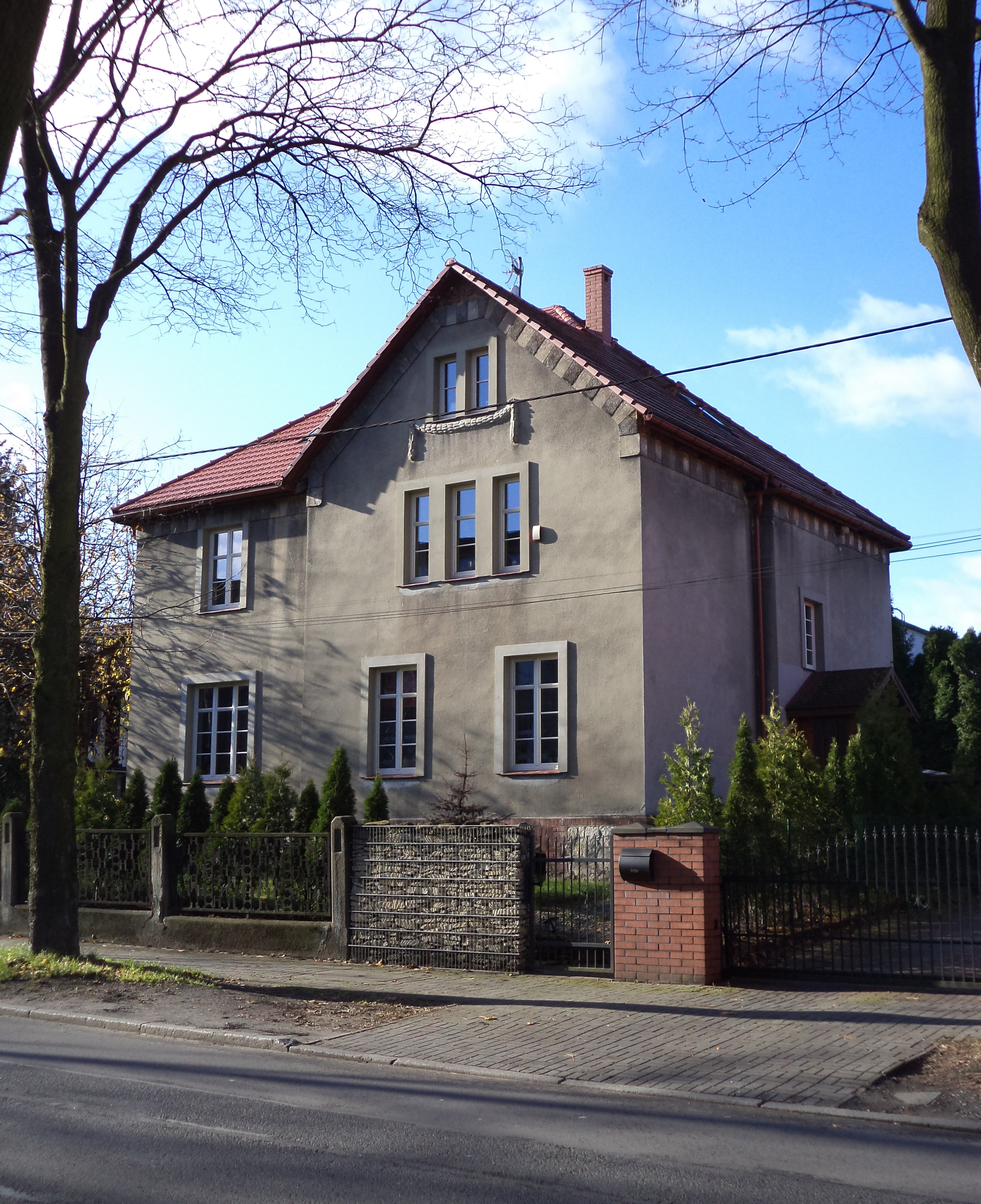
Willa „Maria” – najstarsza przy ulicy Wyspiańskiego

## Nazwa
Ulica Wyspiańskiego, początkowo polna droga, pierwotnie nosiła niemiecką nazwę Parkstraße, która 25 maja 1925 urzędowo została zmieniona na polską – ulica Parkowa. Przez krótki czas zwana była również ulicą Seminaryjną. W 1934 – podobnie jak w wielu innych miastach II RP – ulicy nadano imię pułkownika Bronisława Pierackiego – zastrzelonego przez ukraińskiego nacjonalistę byłego legionisty i polityka sanacyjnego. W latach hitlerowskiej okupacji Polski ulica nosiła nazwę Adolf-Hitler-Straße, zaś obecna nazwa obowiązuje od 1945 roku.

## Budynki
Zabudowa ulicy Wyspiańskiego przedstawiająca styl modernistyczny pochodzi z lat 20. i 30. XX wieku, kiedy to leżące na północ od parku i szosy starotarnowickiej tereny dawnego wydobycia rud żelaza oraz łąki i pola zostały przez tarnogórski magistrat rozparcelowane i wystawione na sprzedaż.

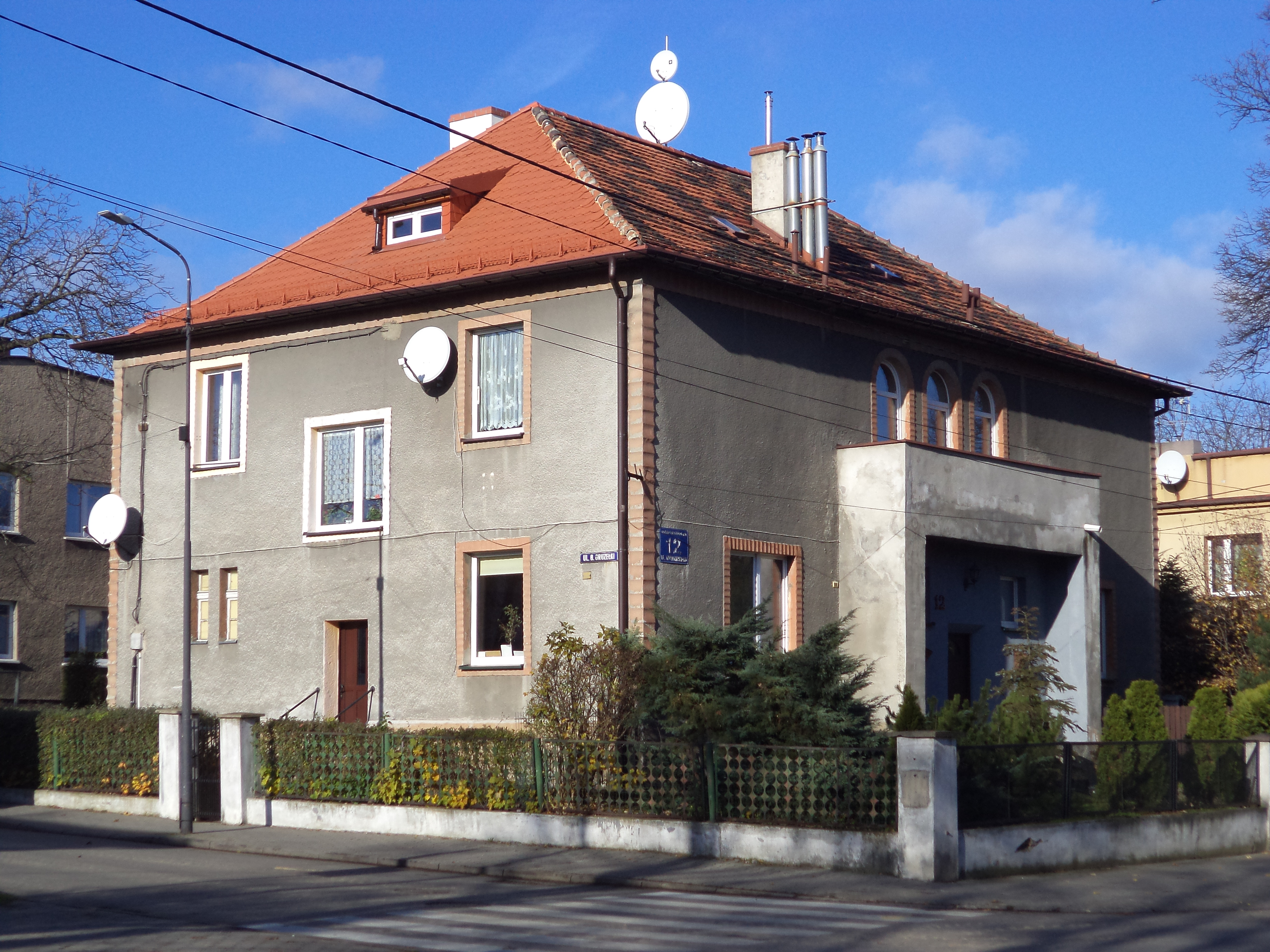
Willa pod nr. 12 – dawna siedziba Gestapo

Przy ulicy Wyspiańskiego znajdują się m.in.:
- wyraźnie dominujący nad pozostałymi budynkami gmach tzw. szkoły parkowej (początkowo Żeńskiej Szkoły Powszechnej im. Królowej Jadwigi, obecnie mieści Szkołę Podstawową nr 3 im. ks. Franciszka Blachnickiego) wybudowany w latach 1929–1932[10], wpisany do rejestru zabytków (nr rej. A/389/12 z 19 listopada 2012[11]) – ul. Wyspiańskiego 1-3,

Wpisane do Gminnej Ewidencji Zabytków:
- modernistyczna willa adwokata Edwarda Schmidta wg projektu Kaspara Jastrzembskiego z 1934[13] – ul. Wyspiańskiego 2,
- willa rodziny Stefanickich z 1937 roku[14] – ul. Wyspiańskiego 5,
- willa „Maria” wg projektu Józefa Jasiulka z 1925 roku – pierwsza willa, która została zbudowana przy ul. Wyspiańskiego (wówczas Parkowej)[6] – ul. Wyspiańskiego 6,
- willa z 1931 roku, siedziba Gestapo w latach 1939–1945, w 1945 siedziba Urzędu Bezpieczeństwa[8] – ul. Wyspiańskiego 12,
- modernistyczna willa z 1931, siedziba warsztatu elektryczno-instalacyjnego Piotra Wypiora, znacjonalizowana w 1947[15] – ul. Wyspiańskiego 14,
- willa z 1935 roku – ul. Wyspiańskiego 15,
- willa miejskiego budowniczego Wiktora Warzechy z 1931 roku, zaprojektowana przez niego samego[16] – ul. Wyspiańskiego 16,
- willa rodziny Piernikarczyk z 1931 roku, zbudowana na miejscu zasklepionego szybu „Bergdrost”[17] – ul. Wyspiańskiego 18,
- willa z 1931 roku – ul. Wyspiańskiego 20.

Przy ulicy Wyspiańskiego znajdują się również, obecnie zasklepione, szyby wchodzące w skład północnego systemu odwadniania Podziemi Tarnogórsko-Bytomskich – szyb „Bergdrost” oraz „Fortuna”. Były one częścią tzw. Przekopu Redena, który łączył się ze Sztolnią „Boże Wspomóż” na terenie Wzgórza Redena przy ul. Opolskiej. Na szybie „Bergdrost” zainstalowana była 40-calowa maszyna parowa, natomiast z szybu „Fortuna” woda była wyciągana na powierzchnię za pomocą kołowrotu ręcznego.

## Komunikacja
Według stanu z grudnia 2022 roku ulicą Wyspiańskiego kursują autobusy organizowane przez Zarząd Transportu Metropolitalnego , obsługujące następujące linie:
- 64 (Tarnowskie Góry Dworzec – Stare Tarnowice Pętla),
- 112 (Tarnowskie Góry Dworzec – Gliwice Centrum Przesiadkowe),
- 614 i 615 (Miasteczko Śląskie Osiedle – Rybna Lotników),
- 671 (Pniowiec Pętla – Tarnowskie Góry Dworzec),
- 744 (Tarnowskie Góry Dworzec – Tarnowskie Góry Torowa – Tarnowskie Góry Dworzec).

Nie zatrzymują się one jednak przy tej ulicy, a najbliższe obsługiwane przystanki znajdują się przy ul. Opolskiej, ul. Strzelców Bytomskich i ul. Wyszyńskiego.

## Mieszkalnictwo
Według danych Urzędu Stanu Cywilnego na dzień 31 grudnia 2022 roku przy ulicy Wyspiańskiego zameldowanych na pobyt stały było 141 osób.